# Aristida meridionalis
Aristida meridionalis är en gräsart som beskrevs av Johannes Jan Theodoor Henrard. Aristida meridionalis ingår i släktet Aristida och familjen gräs. Inga underarter finns listade i Catalogue of Life.